# Catarhoe margaritata
Catarhoe margaritata là một loài bướm đêm trong họ Geometridae.